# Santa María de las Hoyas
Santa María de las Hoyas é um município da Espanha, província de Sória, comunidade autónoma de Castela e Leão, com 45,41 km² de área, uma população de 183 habitantes (2006) e densidade populacional de 4,20 hab/km².

## Demografia
| Variação demográfica do município entre 1991 e 2004 | Variação demográfica do município entre 1991 e 2004 | Variação demográfica do município entre 1991 e 2004 | Variação demográfica do município entre 1991 e 2004 |
| --------------------------------------------------- | --------------------------------------------------- | --------------------------------------------------- | --------------------------------------------------- |
| 1991                                                | 1996                                                | 2001                                                | 2004                                                |
| 211                                                 | 208                                                 | 194                                                 | 191                                                 |